# Souls to Deny
Souls to Deny – czwarty album studyjny amerykańskiej grupy muzycznej Suffocation. Wydawnictwo ukazało się 27 kwietnia 2004 roku nakładem wytwórni muzycznej Relapse Records. Nagrania zostały zarejestrowane pomiędzy styczniem a lutym 2004 roku w FullForce Studio w Port Jefferson. Mastering odbył się w Visceral Sound. W ramach promocji do utworu "Surgery of Impalement" został zrealizowany teledysk.

## Lista utworów
Opracowano na podstawie materiału źródłowego.
1. "Deceit" - 4:40
2. "To Weep Once More" -	4:31
3. "Souls to Deny" - 5:45
4. "Surgery of Impalement" - 3:51
5. "Demise of the Clone" - 4:36
6. "Subconsciously Enslaved" - 4:24
7. "Immortally Condemned" - 6:03
8. "Tomes of Acrimony" -	4:30

## Twórcy
Opracowano na podstawie materiału źródłowego.

- Frank Mullen - wokal prowadzący
- Guy Marchais - gitara rytmiczna, gitara prowadząca
- Terrance Hobbs - gitara basowa, gitara rytmiczna, gitara prowadząca
- Mike Smith - perkusja, gitara basowa
- Joe Cincotta - inżynieria dźwięku, produkcja muzyczna, miksowanie
- Dan Seagrave - okładka
- Scott Hull - mastering
- David Ungar - zdjęcia